# Algarrobas
Algarrobas är en ort i Mexiko.   Den ligger i kommunen Guadalupe y Calvo och delstaten Chihuahua, i den västra delen av landet, 1 100 km nordväst om huvudstaden Mexico City. Algarrobas ligger 1 393 meter över havet och antalet invånare är 139.
Terrängen runt Algarrobas är kuperad åt sydväst, men åt nordost är den bergig. Runt Algarrobas är det mycket glesbefolkat, med 6 invånare per kvadratkilometer. Närmaste större samhälle är Tohayana, 11,2 km väster om Algarrobas. I omgivningarna runt Algarrobas växer i huvudsak blandskog.